# Nepytia janetae
Nepytia janetae är en fjärilsart som beskrevs av Frederick H. Rindge 1967. Nepytia janetae ingår i släktet Nepytia och familjen mätare. Inga underarter finns listade i Catalogue of Life.